# Мусин, Ирик Харасович
Ирик Харасович Мусин — советский хозяйственный, государственный и политический деятель.

## Биография
Родился в 1923 году в Бугульме. Член КПСС.
Участник Великой Отечественной войны. С 1946 года — на хозяйственной, общественной и политической работе. В 1946—1990 гг. — инструктор Пахтаабадского райисполкома, мастер, старший мастер, инженер на заводе «Средазхиммаш», инструктор, второй секретарь Чирчикского горкома КП Узбекистана, главный инженер, директор
завода «Ташсельмаш», директор Ташкентского тракторного завода им, 50-летия СССР
Избирался депутатом Верховного Совета Узбекской ССР 10-го и 11-го созывов.
Умер в Ташкенте в 2020 году.